# 間欠性爆発性障害
間欠性爆発性障害（かんけつせいばくはつせいしょうがい、英語: Intermittent explosive disorder）は、脳の交感神経で感情が上手に調節されないために理性喪失し、頻繁に状況・誘因に見合わない罵声など言語暴力・破壊や傷害など物理的暴力を行う反復性衝動制御障害の一種。DSM-5の「破壊的、衝動調節、および行動障害」カテゴリに分類されている。別名は憤怒調節障害である。

## 概要
シカゴ大学のエミール・コッカロ博士らの論文によると、この障害は脳の疾患であり、感情を制御する前頭葉辺縁領域の灰白質が少ないことが原因である。逆にここに灰白質の量が多いほど間欠性爆発性障害の傾向は少なくなって、キレやすさや攻撃性が低下する。この病の特徴としては、きっかけと表出された衝動が釣り合わないこと、症状が頻発すること、遺伝の影響があるために患者の第一親族はこの障害になる危険が高いこと、などがある。
岡山大学大学院精神神経病態学教室教授の山田了士は、主症状として、ストレスや誘因と不釣り合いな激しい言動と、臨床的にその頻度の高さが際立っていることを指摘している。
精神科医の片田珠美は、煽り運転常習者は当該患者で衝動コントロールができない人であって何を言ってもムダとし、心理的なメカニズムを理解しておくことが重要だとしている。遭遇してしまった場合には相手の土俵に乗らずに警察に通報するなど冷静でいることが求められると述べている。
KBS第2テレビジョンによると、憤怒調節障害かどうかを9項目で自己診断方法できる方法があり、3項目以下が憤怒調節可能者、4から6項目該当は調整能力欠如疑惑段階、7項目から9項目該当は憤怒調節障害段階であるとしている。精神健康医学科のシン・ヨンチョル専門医は「怒ると乱暴な言葉を吐き、暴力を振るう」を繰り返している場合は憤怒調節障害だとして、注意を呼びかけている。

## 病理生理学
衝動的な行動、特に衝動的な暴力の素因は、脳脊髄液（CSF）中の5-ヒドロキシインドール酢酸（5-HIAA）の濃度が低いことによる、脳セロトニン代謝回転率の低さと相関している。この基質は視床下部の視交叉上核に作用するようであり、これは概日リズムの維持および血糖の調節に役割を果たす背側および正中縫線核からのセロトニン作動性出力の標的である。5-HIAAが低くなる傾向は遺伝性である可能性がある。低CSF5-HIAAおよびそれに応じて衝動的な暴力に対する推定上の遺伝的要素が提案されている。
間欠性爆発性障害と相関する他の特徴は、迷走神経緊張の低下とインスリン分泌の増加である。間欠性爆発性障害のための提案されている説明としては多型の遺伝子のためのトリプトファンヒドロキシラーゼ、セロトニン生成、前駆体がある。この遺伝子型は衝動的な行動をしている個人によく見られる。
間欠性爆発性障害はまた、扁桃体とその周辺領域の損傷や、前頭前野の病変に関連している可能性がある。これらの領域の病変は、不適切な血糖コントロールにも関連しており、計画と意思決定に関連するこれらの領域の脳機能の低下につながる。米国における全国調査では、1600万人のアメリカ人が間欠性爆発性障害の基準を満たしている可能性があると推定されている。

## DSM-5診断
間欠性爆発性障害の現在のDSM-5基準は次の通りである。
- 口頭での攻撃性（かんしゃく、口頭での議論または争い）または身体的攻撃性が1週間に2回、少なくとも3か月間発生し、財産の破壊または身体的傷害を引き起こさない（基準A1）
- 1年以内に負傷または破壊を伴う3回の爆発（基準A2）
- 攻撃的な行動は、心理社会的ストレッサーの大きさに著しく不均衡。（基準B）
- 爆発は計画的ではなく、計画的な目的を果たさない。（基準C）
- 爆発は、機能の苦痛または障害を引き起こしたり、経済的または法的結果につながる。（基準D）
- 個人は6歳以上である必要がある。（基準E）
- 再発性の爆発は、別の精神障害では説明できず、別の医学的障害または物質使用の結果ではない。（基準F）

DSM-5には、経験的なサポートがある攻撃的な爆発のタイプ（A1とA2）の2つの別個の基準が含まれていることに注意することが重要である。
- 基準A1：平均して週に2回、3か月間発生する、口頭および/または非損傷、非破壊、または非有害の身体的暴行のエピソード。これらには、かんしゃく、暴動、口頭での議論/戦い、または被害のない暴行が含まれる可能性がある。この基準には、高周波/低強度の爆発が含まれる。
- 基準A2：よりまれで、平均して12か月間に3回発生する、より深刻な破壊的/攻撃的エピソード。これらは、価値に関係なくオブジェクトを破壊したり、動物や個人を攻撃したりする可能性がある。この基準には、高強度/低頻度の爆発が含まれる。

## DSM-IV診断
間欠性爆発性障害の過去のDSM-IV基準は現在の基準と同様だが言葉による攻撃性は診断基準の一部とは見なされていない。 DSM-IV診断は、暴力的な暴行または財産の破壊をもたらす攻撃的な衝動に抵抗できないという個別のエピソードの発生によって特徴づけられる。さらに、エピソード中に表現される攻撃性の程度は、心理社会的ストレス要因の誘発または促進に著しく不均衡である必要があり、前述のように、特定の他の精神障害、たとえば頭部外傷、アルツハイマー病または薬物乱用または薬物療法などが除外されたときに診断が行われる。診断は、DSM-IVにリストされている基準、すなわち感情的および行動的症状に対する精神医学的現象が用いられる。
DSM-IV-TRは、他の条件の排除により、基本的に、定義された断続的な爆発性障害のその定義に非常に特異的である。
```
   1.人または財産のいずれかに深刻な損害をもたらす衝動的な行動のいくつかのエピソード。
   2.攻撃性の程度は、状況や挑発に著しく不均衡。、
   3.一時的な暴力は、別の精神的または肉体的な病状によって説明することはできない。
```

## 鑑別診断
多くの精神障害および一部の物質使用障害は攻撃性の増加に関連しており、間欠性爆発性障害と併存することが多く、鑑別診断を困難にすることが多い。 間欠性爆発性障害のある人は、平均して、うつ病または不安障害を発症する可能性が4倍高く、物質使用障害を発症する可能性が3倍高い。双極性障害は、一部の個人の興奮と攻撃的行動の増加に関連しているが、これらの個人の攻撃性は躁病エピソードおよび/またはうつ病エピソードに限定されており、間欠性爆発性障害の患者は中立またはポジティブな気分の期間でも攻撃的行動を経験する。 ある臨床研究では、2つの障害が60％の確率で同時に発生した。患者は爆発の直前に持続的な躁病のような症状を訴える。ある研究によると、間欠性爆発性障害の平均発症年齢は双極性障害の発症年齢よりも約5年早く、2つの間に相関関係がある可能性を示している。同様に、アルコールおよび他の物質使用障害は攻撃性の増加を示す可能性があるが、この攻撃性が急性中毒および禁断症状の期間外に経験されない限り間欠性爆発性障害の診断は与えられない。PTSDなどの慢性障害の場合、別の障害が発生する前に攻撃性のレベルが間欠性爆発性障害基準を満たしているかどうかを評価することが重要である。反社会性パーソナリティ障害や対人攻撃は通常、本質的に計画的(つまり、具体的な報酬によって動機付けられる）だが、間欠性爆発性障害は、状況ストレスに対する衝動的で計画外の反応である。

## 治療
治療は認知行動療法と向精神薬レジメンを通じて試みられるが、医薬品の使用は限られた成功しか示されていない。治療はこれらのエピソードに伴う感情的なストレスを治療するとともに、爆発の認識と制御のレベルを達成することを期待して、患者が衝動を認識するのを助けるのに役立つ。 間欠性爆発性障害患者には複数の薬物療法が頻繁に適応される。認知リラクゼーションと対処スキル療法（CRCST）は順番待ちリストの対照群と比較して、グループと個人の両方の設定で予備的な成功を示している。この療法は、12回のセッションで構成され最初の3回はリラクゼーショントレーニングに焦点を当て、次に認知の再構築、そして暴露療法が行われる。最後のセッションでは攻撃的な衝動やその他の予防策に抵抗することが重要となる。
フランスでは、シアメマジン、レボメプロマジン、ロキサピンなどの抗精神病薬が使用されることがある。
三環系抗うつ薬と選択的セロトニン再取り込み阻害薬（フルオキセチン、フルボキサミン、セルトラリンなどのSSRI）は、いくつかの病態心理学的症状を緩和する。GABA作動性気分安定薬およびガバペンチン、リチウム、カルバマゼピン、およびジバルプロエックスなどの抗痙攣薬は、爆発の発生率を制御するのに役立つ。.抗不安薬は緊張を和らげるのに役立ち、挑発的な刺激耐性の閾値を上げることによって爆発性の爆発を減らすのに役立つ可能性があり、特に強迫性障害または他の不安障害を併発している患者に適応される。しかしながら、特定の抗不安薬は一部の個人、特にベンゾジアゼピンの怒りと過敏性を高めることが知られている。

## 疫学
コミュニティサンプルの2つの疫学研究では、使用された基準セットに応じてIEDの生涯有病率は4〜6％と概算された。ウクライナの研究では、同程度の生涯IED率（4.2％）が見られ、4〜6％のIEDの生涯有病率はアメリカのサンプルに限定されないことが示唆された。これらの研究におけるIEDの1か月および1年のポイント有病率は、それぞれ2.0％および2.7％と報告された。全国レベルに外挿すると、1620万人のアメリカ人が生涯にわたってIEDを発症し、年間で1,050万人、月で600万人に上る。
中で、臨床人口、2005年の調査では6.3％であることをIEDの生涯有病率を発見しました。
有病率は女性よりも男性の方が高いと思われる。
IEDのある米国の被験者のうち67.8％が直接の対人攻撃を起こし、20.9％が脅迫を伴う対人攻撃を行い11.4％が物体に対する攻撃行った。被験者は、最悪の年に27.8の重大度の高い攻撃的行為を行い、2〜3回の発作で医師の診察が必要であると報告した。人生全体で、攻撃的な発作による物的損害の平均値は1603ドルだった。
2016年3月のJournalof Clinical Psychiatryの研究は、寄生虫Toxoplasmagondiiによる感染とIEDなどの精神医学的攻撃性との関係を示唆している。

## 区分の歴史
アメリカ精神医学会の診断および統計マニュアル（DSM-I）の初版では、衝動的な攻撃性の障害は受動的攻撃性人格タイプ（攻撃性タイプ）と呼ばれてた。この構成は、「欲求不満に対する持続的な反応は、「一般的に興奮し、攻撃的で、環境圧力に過剰に反応する」ことと、「通常の行動とは異なる怒りまたは言語的または身体的攻撃性の激しい爆発」によって特徴付けられた。
第3版（DSM-III）では、これが間欠性爆発性障害として初めてコード化され、軸Iの下で臨床障害のステータスが割り当てられ。ただし、一部の研究者は、基準の運用が不十分であると見なした。現在障害と診断されるであろう個人の約80％は除外されたと思われる。
DSM-IVでは基準は改善されたが、IEDの基準を満たすための攻撃的な行為の強度、頻度、および性質に関する客観的な基準はまだ存在しなかった。これにより一部の研究者はIED-IR（統合研究）として知られる、研究を実施するための代替基準セットを採用するようになった。診断に必要な攻撃的行動の重症度と頻度は明確に操作可能であり、攻撃的行為は本質的に衝動的である必要があり爆発的な爆発に先立って主観的な苦痛が必要がある。境界性パーソナリティ障害と反社会性パーソナリティ障害との併存診断を可能にする基準となった。これらの研究基準はDSM-5診断の基礎となった。
現在のバージョンのDSM（DSM-5）では、障害は「破壊的、衝動制御、および行動障害」カテゴリに分類される。 DSM-4では、障害の基準を満たすために身体的攻撃性が必要だったが、DSM-5ではこれらの基準が修正され、言葉による攻撃性と非破壊的/非有害な身体的攻撃性が含まれるようになった。リストも更新され、頻度基準が指定された。さらに、攻撃的な発作は、本質的に衝動的である必要があり、個人に著しい苦痛、障害、または悪影響を引き起こすことが必要条件となった。診断を受けるには、6歳以上である必要がある。このテキストはまた、ADHDや重篤な気分調節障害などの他の障害との関係を明らかにした。

## 憤怒調節障害犯罪・対処法
中央日報や東亜日報によると、大韓民国では深刻な国民病となっており、瞬間的な憤怒を抑制出来ずに計画・金銭的な目的もない殺人・傷害犯罪である「憤怒調節障害犯罪」が急増していて、傷害・暴行などの暴力犯罪、殺人・殺人未遂などの重罪の約41%を占めている。交際相手からの別れ話で自動車で轢殺殺人、スープの味付けが塩辛いという口論で食堂の主人が客に凶器で暴行、隣人間の駐車トラブルで姉妹が殺害など2014年に感情制御出来なかったことで起きた暴力犯罪は約6万件であった。イ・スジョン教授は、憤怒調節障害の人は自らを社会の被害者と考えていて、他人が自分を無視するという思い込みが悪化すると、自らがその人（たち）を懲らしめてやるという発想で犯罪を起こすと分析している。中央日報は、50から60代の韓国人女性は、自己の感情を押さえ込もうとして発症する火病で病院に通う場合が多いが、若者層は怒りを抑制出来ない憤怒調節障害のために来院する場合が多いと報道している。
大韓精神協会の調査によると、韓国の成人の半分以上が憤怒調節を罹患しており、更には成人の10%は治療必須の高危険群にあることが判明している。
アメリカでの有病率は約2.7%で、35 - 40歳未満のほうが、50歳以上よりも有病率が高い。
大韓民国健康保険審査評価院による医療ビッグデータの分析結果によると、自ら来院して、間欠性爆発性障害で診療を受けた人は毎年増加傾向にある。「ナッツ姫の妹」で大韓航空の趙顕ミン元専務もこの障害の可能性があると韓国現地の専門家に指摘されている。
憤怒調節障害対処法
中央日報は「韓国の成人の半分が憤怒調節障害、どのように怒りを堪えるか」との記事で憤怒誘発に関係するホルモンは15秒以内でピークに達するので、感情が高まった瞬間から1分深呼吸をすること、 憤怒が沸き上がった瞬間に立ち上がって 「なぜ腹が立つのか？何のために怒るのか？他の効果的な方法はないか？」と集中する方法を対策として提案している。